# Pukou
Pukou (浦口區 / 浦口区,  Pǔkǒu Qū) ist ein chinesischer Stadtbezirk in der Provinz Jiangsu. Er gehört zum Verwaltungsgebiet von Nanjing. Seine Fläche beträgt 912,3 km² und er zählt 710.298 Einwohner (Stand: Zensus 2010). Regierungssitz ist das Straßenviertel Jiangpu (江浦街道).

## Administrative Gliederung
Auf Gemeindeebene setzt sich der Stadtbezirk aus vier Straßenvierteln und neun Großgemeinden zusammen. 